# 全功桥
全功桥又名北栅桥，是位于中国江苏省昆山市周庄镇北市街，单孔花岗石拱桥，横跨北市河，东西走向。始建于清顺治三年(1646年)，乾隆三十六年(1771年)重建。桥长24.1米，宽3.06米，跨度7.35米。是周庄最高、最大的花岗石单拱石拱桥。两侧均有桥联。
2004年7月8日，全功桥公布为昆山市文物保护单位。